# Chuyến bay 841 của Pan Am
Chuyến bay 841 của Pan Am là chuyến bay chở khách thương mại bằng một chiếc Boeing 747 từ San Francisco, California đến Sài Gòn, Việt Nam Cộng hòa đã bị không tặc trên Biển Đông vào ngày 2 tháng 7 năm 1972. Vụ không tặc được cho là một hành động phản đối sự can thiệp của Hoa Kỳ trong Chiến tranh Việt Nam cũng như việc trục xuất khỏi Hoa Kỳ của tên không tặc người miền Nam Việt Nam, một sinh viên mới tốt nghiệp ở một trường đại học tại Hoa Kỳ. Vụ không tặc kết thúc khi cơ trưởng và hành khách đã khống chế và giết chết tên không tặc duy nhất sau khi máy bay hạ cánh xuống sân bay Tân Sơn Nhất ở Sài Gòn.

## Chuyến bay
Chuyến bay PA841 là chuyến bay chở khách thương mại theo lịch trình của Pan Am, trên một chiếc Boeing 747 với số đăng bạ N741PA, khởi hành từ San Francisco đến Sài Gòn với các điểm dừng tại Honolulu, Guam và Manila vào ngày 2 tháng 7 năm 1972.